# Бахматович, Казимир

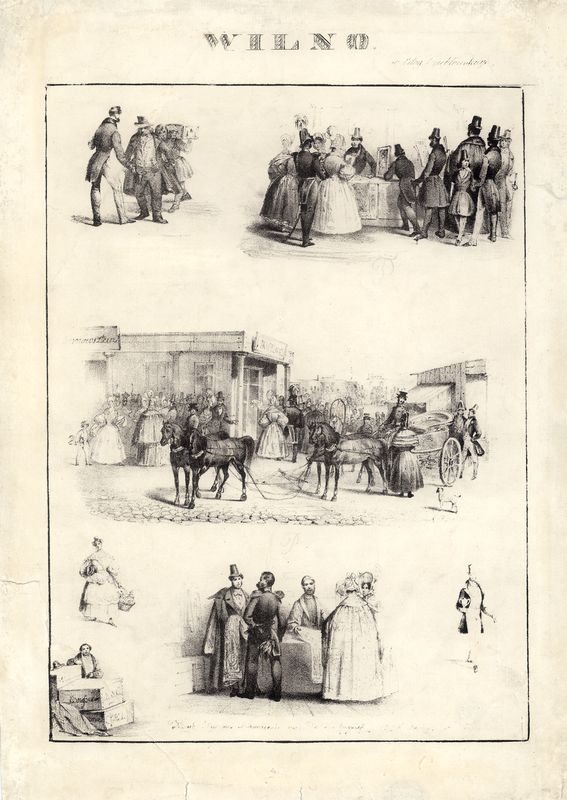
Орлосиада

Казимир Бахматович (пол. Kazimierz Bachmatowicz, бел. Казімір Бахматовіч; 24 февраля [8 марта] 1803, Добровляны, Литовско-Виленская губерния — 28 августа [9 сентября] 1837, Добровляны, Литовско-Виленская губерния) — график, художник, литограф. Представитель Виленской художественной школы.

## Биография
Родился в шляхетской семье. В возрасте 15 или 20 лет был отправлен на учёбу в Вильну. Художественное образование получил в Виленской школе живописи (1823—1827). Ученик Яна Рустема.
Пик творчества в литографических технике приходится на середину 1830-х годов, когда после учёбы в Виленском университете он вернулся в родное село. Был домашним учителем рисования в графском имении.
Умер в возрасте 29 лет.

## Творчество

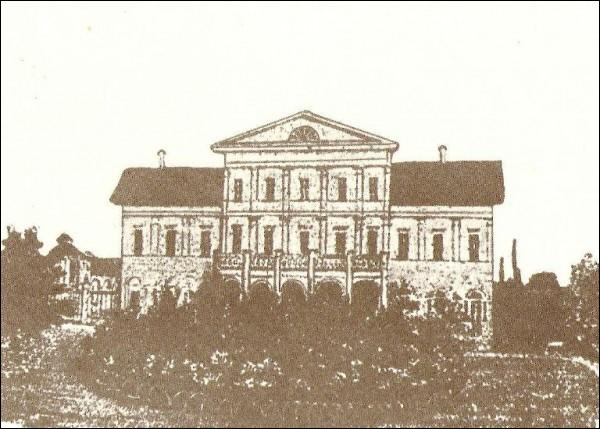
Дворец в Добровлянах на литографии К. Бахматовича

Первым в белорусском изобразительном искусстве поднял значение малой формы в литографии до уровня живописных картин.
Главным делом его жизни стали альбомные литографических серии: фр. Souvenir de Dobrowlany («Воспоминания о Добровлянах», «Добровлянской сувенир», (1835), фр. Orlosiada («Орлосиада»), «Вильно» (1837), портрет своего учителя художника Я. Рустема, «Одежда и сцены. Литовские наряды».
Его этнографические, бытовые зарисовки имеют значительное познавательное значение.
Помимо интереса к костюму и типажу, в его рисунках отражено пристальное внимание художника к человеку, его слабостям и пристрастиям. Художник посредством мелкой детали создал ёмкий, убедительный характер. В 1831 году его наиболее интересные изображения были помещены в альбоме «Собрание национальных и военных костюмов, нарисованные Казимиром Бахматовичем, учеником Виленской академии в Литве».